# Nagin Ravand
Nagin Ravand (født 16. juni 1999) er en dansk-afghansk fodboldtræner og leder, som er kendt for at tilgængeliggøre fodbold for piger og kvinder i det udsatte boligområde Gellerup siden 2015. I 2020 vandt Nagin Ravand PlanBørnefondens Pigepris for initiativet og er senere blevet anerkendt af flere nationale og internationale organisationer, såsom EU og ELLE, for sin indsats i kampen om ligestilling.

## Baggrund
Nagin Ravand er dansk-afghaner, og hun kom til Danmark med sin familie på flugt fra Afghanistan i en alder af 3 år. I dag bor hun i Aarhus. Nagin Ravand har en BSc. i uddannelsesvidenskab fra Aarhus Universitet, og studerer MSc. i kriminologi på Aalborg Universitet.

## Fodboldaktiviteter
Nagin Ravand er en fodboldtræner og iværksætter fra Aarhus, Danmark.
I 2021 startede Nagin Ravand et fodboldhold for kvinder i fodboldklubben Vatanspor lokaliseret i Brabrand.
I 2015 startede Nagin Ravand en ny fodboldafdeling for piger i Gellerup, hvor hun i en årrække har været aktiv som træner og leder. 
I 2021 udgav Unisport dokumentaren "How Football Can Change Lives - Bigger Than Football" om Ravands håb, drømme og ambitioner for fodbold i Danmark og resten af verden.
Nagin Ravand er aktiv i en række forskellige udvalg:
- Medlem af udvalget for Mangfoldighed og Ligestilling i Aarhus Kommune[6]
- Medlem af Tænketanken for Ungekultur i Slots- og Kulturstyrelsen[7]
- Medlem af Youth Advisory Board i Dansk Boldspil Union[8]
- Medlem af Youth Advisory Board i The Soulfuls, der fremmer flere unge kvinder i samfundet indenfor iværksætteri og de kreative brancher.[9]
- Ambassadør for PlanBørnefonden.[10]
- Ambassadør og Voice of The Youth hos SAGA[11]

## Hæder
I 2018 udnævnte Aarhus Gymnasium Nagin Ravand som en af deres "Notable Students".
I 2020 modtog Nagin Ravand PlanBørnefondens nationale Pigepris for sit initiativ, der skulle gøre sport mere tilgængelig for piger uanset baggrund. Pigeprisen blev uddelt i forbindelse med FN's Internationale Pigedag d. 11. oktober 2020, og den hylder personer, organisationer eller virksomheder, der gør en særlig indsats for ligestillingen.
I 2021 modtog Nagin Ravand den nordiske Pioneer Prize 2021, uddelt af Nordic Safe Cities på Den Svenske Ambassade, for sine initiativer til at tackle had, racisme og diskrimination i Danmark.
Nagin Ravand gav inspiration til og var i 2021 den første modtager af Unisport Scholarship, der gives til ildsjæle, som skaber en positiv forskel gennem fodbold.
I 2022 blev Nagin Ravand, som den første sportsudøver og fodboldleder, overrakt en ELLE Award af verdens største dameblad ELLE. 
I 2022 modtog Ravand Hadsten Højskole Prisen, som gives til en person, der "har gjort sig fortjent til ekstra opmærksomhed og som i løbet af året har sat samfundet til debat."